# .243ウィンチェスター・スーパー・ショート・マグナム
.243ウィンチェスター・スーパー・ショート・マグナム (英：.243 Winchester Super Short Magnum) あるいは .243 WSSM とは、2003年に発表されたライフル実包である。.300 WSM (ウィンチェスター・ショート・マグナム) の薬きょうを短くし、さらに.243in/6mmの弾頭を装着できるようにネックダウンしたもので、効率の良さを追求した弾道学設計の理念に基づく高速装弾である。Sporting Arms and Ammunition Manufacturers' Institute (SAAMI) に登録されている正式な名称は小数点を除いた 243 WSSM である。ウィンチェスターは 243 WSSM 弾薬の製造を中止しているが、2016年の上半期、ウィンチェスター/オーリンは WSSM 装弾の製造と販売を行っており、この製品は一定の間隔ではないが定期的に製造されている。

## 設計
243 WSSM は .223 WSSM と .25 WSSM を含むウィンチェスター・スーパー・ショート・マグナム群に加えられたもので、その背景には1955年にウィンチェスターが発表し安定していて国際的に普及している.243ウィンチェスターのコンパクトで高速なバージョンを開発することがあった。243 WSSM は2003年に最初に発表された。
243 WSSM の薬きょうは非常に短く太い形状をしており、他のほとんどのライフル実包とは対照的である。火薬が薬きょうに短く太く詰められることでより均一で効率的な燃焼が得られるという利点がある。

## 性能
弾道特性表によると、ウィンチェスターは 55 gr (3.6 g) の弾頭を使用したときの銃口初速として4,060 ft/s (1,240 m/s)という非常に速い速度を掲載している。またホジドンのリローディング・データによると、速度は 58 gr (3.8 g) 弾頭でおおよそ 4,000 ft/s (1,200 m/s)から、100 gr (6.5 g) 弾頭でおおよそ 3,000 ft/s (910 m/s) という範囲で変動する。.243ウィンチェスターよりも約10%以下の割合でパフォーマンスが向上している。
この実包は通常バーミント・ハンティングで獲るような小さな獲物に使用されるが、シカ程度の大きさの動物にも使用される。

## 長所
他の 6 mm のスポーツ用実包と比較したとき、243 WSSM は AR-15 で使用できる。
243 Win や 6mm Rem のような他の 6 mm 実包は AR-15 には長過ぎるため AR-10 プラットフォームが必要となる。
243 WSSM は 243 Win よりも3/8インチ短いためスーパーショート・アクションのライフルで使用することができる。そのため、243 WSSM のライフルはより軽く、より堅固で素早いアクションとなっている.。
一般的に 243 WSSM は 243 Win よりも10%速度が増加している。